# 텍사스 혁명
텍사스 혁명(Texas Revolution, Revolución de Texas)은 1835년 10월 2일부터 1836년 4월 21일까지 멕시코와 멕시코의 한 주였던 코아우일라 테하스 주 중 테하스(텍사스)라는 부분이 분리 독립을 목표로 시작된 전쟁을 가리킨다. 텍사스 독립 전쟁이라고도 한다.
멕시코 정부와 텍시언이라는 텍사스 미국 정착민 사이의 불화는 1835년 멕시코 대통령인 안토니오 로페스 데 산타 안나 장군이 1824년 헌법을 폐지하고 대신 새로운 반대로 연방 원리 (중앙집권적인 색이 강한)의 헌법을 선언한 7개 법률(Seven Laws)에서 유래했다. 즉시 멕시코 사회는 동요했고, 일부 주에서는 폭동이 발생했다. 텍사스는 1835년 10월 1일, 곤잘레스에서 전투가 발생했고, 이것이 전쟁의 시작이 된다. 처음에는 라바이아와 샌안토니오의 전투에서 승리를 거두었는데, 몇 달 후 같은 장소에서 증파된 멕시코 군에 참패하는 등 진퇴를 거듭했다.
전쟁은 현재 휴스턴에서 약 32 km 동쪽 샌재신토 전투에서 끝났다. 그래서 샘 휴스턴 장군은 산타 안나가 이끄는 멕시코 군대와 전투를 벌여 텍사스 군을 승리로 이끌었고, 산타 안나는 전투 직후에 텍사스 군에 잡혔다. 전쟁의 결과, 이 지역은 텍사스 공화국으로 독립했다.

## 배경
미국은 독립 이 후인 1819년, 유럽 전쟁과 남미의 정치적 혼란에 여파로 잠시 불경기를 맞이하게 됐다. 당시 미국인 사업가 모시스 오스틴은 불황으로 납을 채굴하던 광산 사업을 잃고 텍사스를 여행하며 새로운 사업을 모색하게 됐다. 그는 당시 미국이 사들인 스페인령 플로리다와 뉴올리언스의 발전, 멕시코의 개발계획 등 텍사스 지역이 가지고 있는 지리적 이점이 그의 새로운 사업에 큰 도움이 될 것으로 생각했다. 그는 이주민 정착사업을 하기로 결심 하고 1820년 스페인으로부터 300명의 가족이 머물 수 있는 공유지 불하를 신청하여 그 해 말 취득했다.
하지만 모시스 오스틴은 사망(1821년 6월 10일)하고 그의 아들 스티븐 F. 오스틴이 그 토지를 상속하여 당시 이 지역 주지사였던 마르티네즈와 자신의 땅에 대한 소유권 및 토지이용 분할권에 합의한다. 그 합의는 텍사스 지역에 정착하고자 하는 이들에게 한 가족당 가장은 640에이커(259ha), 그 아내에게 320에이커(129ha), 자식 한 명당 160에이커(65ha), 노예 한 명당 80에이커(32ha)의 토지를 주겠다는 내용이었다. 스티븐 F. 오스틴은 이 같은 이주 조건을 당시 뉴올리언스에서 공표했고, 불황이던 미국의 경제상황에서 300명의 이주민을 쉽게 모집할 수 있었다.

## 멕시코 독립 전쟁
오스틴의 개척지 계획은 진행 중인 멕시코의 정치적 혼란의 한 가운데 있었다. 1810년 수도사인 미겔 이달고가 스페인에서 독립을 선언하면서, 멕시코는 11년 간의 잔인한 전쟁 상태에 돌입했다. 처음에는 스페인군에 행운이 따르는 것처럼 보였지만, 1821년, 스페인의 장군, 특히 아구스틴 데 이투르비데와 산타 안나가 멕시코의 반란에 대한 지지로 전환했다. 이에 따라 멕시코가 승리하고, 1821년 멕시코 독립 전쟁은 끝났다.
1821년 12월, 오스틴의 정착민들은 산 펠리페 주변의 육지와 바다 근처에 도착했다. 오스틴이 실망한 것은 새로 독립한 멕시코 정부가 그 이전에 스페인이 인정한 불하를 인정하지 않았다는 것이다. 오스틴은 이 문제의 해결을 위해 3년 동안 멕시코 시티를 오가며 멕시코 새 정부로부터 불하를 인정받았다. 그 동안 오스틴은 스페인어를 배웠고, 나중에 활동을 함께하는 멕시코 혁명가 호세 안토니오 나바와 친해 졌다.
불하 지역의 규칙에 따라 모든 새 정착민은 가톨릭 교회로 개종해야 하고, 이름도 스페인어식으로 개명하여야 했다. 주어진 토지는 4,000 에이커(약 16km2)를 넘어섰다. 앵글로계 정착민을 텍시언이라고 했으며, 히스패닉 정착민을 테하노라고 했다. 정착촌은 번영을 누렸고, 3년 후에는 인구가 18,000명까지 늘어났으며, 나바 자신은 1830년에 25,000 에이커 (101 km2) 이상의 토지를 소유했다.

### 텍사스 개척지
1822년, 아구스틴 데 이투르비데는 새로 만들어진 멕시코 제국의 황제가 되었다. 1823년 이투르비데 황제는 오스틴의 불하지를 최종 인정했다. 그의 이구알라 계획에서 최초의 노예제 폐지를 공식화했지만, 이 주의 주위에 아직도 노예제도가 존속하고 있었다. 이투루비데 정권은 바로 불안정해지고 같은 해, 과달루페 빅토리아와 안토니오 로페스 데 산타 안나가 카사마타 계획을 정리한다. 그것은 공화국을 설립하기 위해 황제의 전복을 시도했다. 이투르비데는 퇴위당하고, 추방되었고, 이듬해 처형되었다. 오스틴은 새 정부와 또 협상해야 했지만, 곧 성공했다.
멕시코는 새로운 1824년 헌법 하에 공화국이 되었고, 텍사스는 코아우일라주와 합병하여 코아우일라 테하스 주가 되었다. 이 주의 텍사스 부분 경계는 오늘날의 그것과는 크게 달랐다. 남쪽 경계는 누에세스 강(오늘의 코퍼스 크리스티가 있는 곳)까지 확장되었고, 그 이남은 타마울리파스였다. 텍사스 서쪽 경계는 샌안토니오 서쪽으로 약 320km로 끝나고, 서쪽은 치와와주, 타마울리 패스와 치와와주 사이에 200 마일의 폭이 넓은 미간섭지가 계속되어, 리오그란데강을 건너 남서 100 마일(160 km)까지 가면 텍사스와 코아우일라가 연결되었다.
멕시코는 1824년 헌법으로 세 번째의 공식적인 노예제 폐지를 시행했지만, 나라 전체에서는 아직도 노예제가 존속되고 있었다. 오스틴은 1825년, 1827년, 1828년 세 번에 걸쳐 새로운 멕시코 공화국에서 토지를 불하 받았다. 새로운 이주제도인 엠프레사리오 제도가 멕시코에 실행되었다. 엠프레사리오는 새로운 이주민 영입과 그에 대한 책임을 지는 교환 조건으로, 멕시코의 토지를 얻을 수 있었다. 엠프레사리오로 오스틴은 조건을 충족하는 가족을 데려오는 것으로, 그리고 이주민들을 통치하는 두 책임을 지게 되었다. 그 외 로렌소 데 자발라, 헤이든 에드워즈, 로필리 버스터의 벤 미램 등 많은 사람들이 엠프레사리오가 되었다. 그러나 이 기간을 통해 받아들인 식민지 이주민 이외에도 미국에서 조금씩 사람들이 오고 있었다.

## 혁명 이전

### 프레도니아 폭동
1826년에 엠프레사리오의 헤이든 에드워즈 등 여러 지도자들과 정착민들 사이에 일부 토지와 정치적 분쟁을 벌이고 있었다. 그것은 불하지로 100년 전부터 존재하는 소유자에게 법을 존중하고 땅을 다루는 내용도 포함되어 있었다. 결과적으로 그의 추방과 에드워즈에게 거액의 재정 손실을 일으킨 마지막 쟁의에서 최고조에 달했다. 이에 따라 그는 나코드체스에서 작은 봉기를 선동하여 조직을 했다. 그는 그 지역에서 프레드니아라는 공화국의 독립을 선언했다. 마테오 아후마다 중령이 텍사스로 파견되었고, 오스틴은 텍시안 민병대와 아후마다의 힘을 모았다. 그들은 함께 나코드체스로 진군하였고, 에드워즈와 그의 추종자들은 맞서지 않고 바로 텍사스에서 도망쳤다.

### 멕시코 참여
1827년 미국의 존 퀸시 애덤스 대통령은 텍사스 매입을 위해 멕시코에 100만 달러를 제시했지만 거절당했다. 2년 후인 1829년 앤드루 잭슨 대통령이 다시 500만 달러를 제시했지만, 멕시코는 또 거절했다. 같은 해 스페인은 다시 멕시코 점령을 시도했다. 산타 안나는 탐피코에서 스페인 침략군을 빠르게 물리치고 국가적 영웅으로 지지를 받았다. 1830년, 멕시코는 미국에서 경계를 넘어 멕시코로 유입되는 많은 이민자들에게 경고를 하였다. 당시 일어난 프레도니안 폭동과 멕시코를 계속 탐내는 미국 때문에 외국인에 대한 우려를 하였다. 멕시코는 "4월 6일 법률"을 통과시켰다. 이 법률은 엠프레사리오에 주어진 토지의 승인 전에 개척 예정지와 미개척지를 해제하려고 했다. 법령은 세금 징수를 가능하게 하고, 택사스 내에 더 큰 군사 세력을 제공하고, 텍사스로 이주를 종료했다.
3년간의 멕시코 정부의 관리 후에 결국이 법을 폐지되었지만, 다른 한편으로는 법의 집행을 위해 군사적 수단이 제정되었다. 이것으로 인해 아나우악에서 봉기가 일어났다. 이것이 이른바 아나우악 소요사건의 시작이 되었다.

### 텍시언의 환멸
텍시언은 멕시코 정부에 점점 환멸을 느끼게 되었다. 텍사스에 주둔했던 멕시코 병사의 대부분은 감옥에 가는 대신 텍사스에서 병역에 선택한 범죄자들이었다. 텍시언의 상당수는 주도의 위치에 불만을 품었다. 정기적으로 살틸로와 몬크로바 사이에서 이동하고 있었지만, 모두 500 마일(800 km) 정도 떨어진 남쪽 코아우일라에 있었다. 그들은 텍사스를 코아우일라에서 분리하여 다른 주(멕시코에서 독립하는 것이 아니라)가 되고, 자신의 수도를 가지고 싶어 했다. 수도가 가까우면 부정부패를 걷어 내고 다른 정치적인 문제도 쉽게 할 수 있다고 믿고 있었다. 시민의 일부는 멕시코는 아니지만, 미국에 있던 때의 권리에 익숙해져 있었다. 예를 들어 멕시코는 종교의 자유를 보장하지 않았고, 그 대신에 가톨릭 교회의 승인을 기약하게 되었다. 노예 제도가 합법적인 미국 남부의 주들과 달리 멕시코에서 노예의 지위는 모호한 것이었다.
1829년 취임한 비센테 게레로 대통령은 공식적으로 멕시코의 노예제도를 부정했고 정부는 노예 매매에 대해서는 철저했지만, 노예의 소유에 대해서는 관대했다. 이러한 것들이 마찰을 일으키는 원인이 되었지만, 이주민을 선동하여 반란을 일으키는 데는 충분하지 않았다.

### 산타 안나

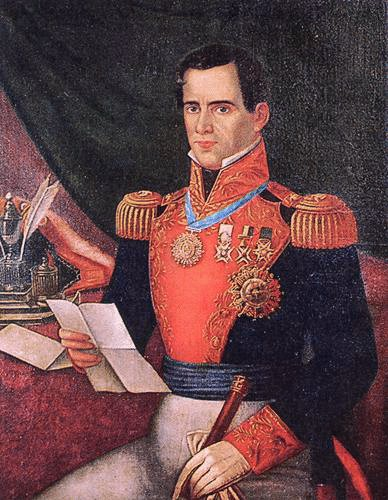
안토니오 로페스 데 산타 안나

1829년과 1832년 사이에 멕시코 대통령은 일련의 정변에 의해 피살당했다. 산타 안나는 그 모든 사건에 참여했다. 당시 멕시코 공화국은 두 파벌로 크게 분할되어 있었다. 하나는 중앙 집권적인 군주제 정부를 주장하는 보수파와 다른 하나는 민주적인 연방 정부를 주장하는 자유주의였다. 1833년 대통령 선거에서 산타 안나는 자유주의로 출마해 승리했다. 곧 산타 안나는 은퇴하고 대농장으로 돌아와 부통령 발렌틴 고메스 파리아스에 국정을 맡겼다. 정부는 과감하게 자유주의 정부로의 전환에 착수하고, 보수파를 화나게 했다. 대농장에서 돌아온 산타 안나는 정부의 정책을 거부하고 대통령직을 전복시켰다. 고메스 파리아스와 그의 많은 지지자들은 멕시코에서 미국으로 도피했다. 산타 안나는 멕시코에서 민주주의를 시행할 준비가 되어있지 않다고 공개적으로 천명하고, 보수적인 가톨릭 중앙 집권 주의자가 되어 자신을 독재자로 임명했다.
산타 안나 복귀에 탐탁해 하지 않았던 오스틴과 정착민들은 산타 안나를 지지하면서 투자를 바라고 있었다. 따라서 오스틴은 코아우일라에서 주를 분할하고, 더 나은 사법 제도의 시행, 최초의 아나우악 사건과 벨라스코 소동(1832년)의 원인이 된 4월 6일 법의 폐지, 기타 등등의 탄원을 위해 멕시코시티로 갔다. 그들의 탄원은 주의 분리를 제외하고 모두 인정받았다. 주의 분리를 관철시키지 못해 낙심한 그는 친구에게 분노의 편지를 썼고, 이 편지는 반란의 선동으로 간주되었다. 멕시코 당국은 이 편지를 저지했고, 오스틴은 선동죄로 체포되어 이후 18개월을 감옥에서 보냈다.
텍사스에 들어가는 이민자의 수가 갑자기 급증했다. 산타안나는 텍사스 이민의 홍수는 이 지역을 지배하려는 미국의 음모라고 믿었다. 1834년 멕시코 정부 내에서 문제를 깨달았기 때문에, 산타 안나는 주 의회를 해산시키고, 주 시민군의 무장을 해제했으며, 그리고 1824년 헌법을 폐지했다. 이러한 행동은 멕시코 전체에 분노를 불러 일으켰다. 나라는 그 때, 산타 안나의 독재 정치를 옹호하는 중앙집권주의자와 1824년 헌법을 다시 부활시키라는 연방주의자들로 분열되었다. 산타 안나는 무단 정착민들에게 텍사스에서 나갈 것을 명령했다.

## 혁명 시작
유카탄주, 사카테카스주, 코아우일라주의 각 주는 바로 산타 안나의 행동에 대해 반란을 일으켰다. 산타 안나는 이 반란을 진압하는데 2년을 보냈다. 자유의 기치 하에 일으킨 사카테카스의 반란은 1835년 5월 잔인한 충돌을 맞이했다. 보상으로 산타 안나는 군인들에게 사카테카스 주에서 이틀 간의 강간과 약탈을 허용했고, 시민 수 천명이 학살되었다. 산타 안나는 후레스니료의 사카테카스주 은광산을 강탈했고, 사카테카스 주를 독립적인 농업 영지인 아과스칼리엔테스주로 분할했다. 이는 산타 안나가 반역자로 간주한 사람을 고용한다는 우려를 낳았다. 그는 처남인 마르틴 페르펙토 데 코스 장군에게 텍사스로 진군하여 주의 반란을 진압하도록 명령했다.

### 텍사스 혁명
1835년 6월 하순에 일어난 두 번째 아나우악 소요사건으로 멕시코군을 물리쳤다. 아나우악에서 군이 쫓겨난 후 분노한 산타 안나는 텍사스에 군대를 증파하여 텍사스 정복을 위한 준비에 착수했다. 오스틴에 대한 체포령, 사카테카스주에서 발생한 무서운 사건, 민병대의 무장 해제 요구, 모든 불법 이민자 추방 명령, 그리고 특히 1824년 헌법의 폐지에도 불구하고 전체적으로 텍시언들은 8월까지 멕시코 헌법에 비교적 충실했다. 8월이 되면서 늘어나는 멕시코 군과 급진적인 텍시언 지도자들을 군법정에 세운다는 협박, 그리고 입법부에 의한 토지 부패 등은 평화와 멕시코에 소속되고자 하는 파를 없앴으며, 전쟁과 독립을 지지하는 파로 돌아섰다.
두비트 영지에서 중앙집권주의의 멕시코군 병사가 텍시언 주민인 제시 맥코이를 말다툼 끝에 머스켓 총으로 때렸다. 곤잘레스는 멕시코군 당국은 지방 민병대에서 작은 캐논포의 철수를 요청했다. 9월 20일, 코스 장군은 300여명의 선발대와 함께 코파노에 상륙했으며, 그 후 골리아드, 샌안토니오, 산 펠리페 데 오스틴으로 향했다.
오스틴은 7월 석방되어, 8월에는 텍사스에 있었다. 오스틴은 혁명 밖에 대안이 없음을 알았다. 10월에는 반란의 가능성에 대한 정식적인 계획을 논의하는 회의가 예정되자, 오스틴은 그것을 허용했다.

### 텍시언의 승리

텍사스 혁명 전쟁동안 사용된 Come and take it

그러나 회의를 하기 전에, 산타 안나의 전국의 주 시민군의 무장 해제 명령에 따라, 샌안토니오에 주둔하고 있던 도밍고 우가르테체아 대령이 멕시코가 준 대포를 반환하도록 곤잘레스에 배치되었던 텍시언들에게 요구했다. 텍시언들이 거부하자 우가루테체아는 프란시스코 카스타네다 중위와 100명의 기마병을 보냈다. 그가 곤잘레스 근처에 이르러 내린 비로 인해 수위가 상승한 과달루페 강 기슭에 도착했을 때, 건너편에는 18명의 텍시언이 있었다. 강을 건널 수 없는 카스타네다는 캠프를 설치했다. 텍시언들은 대포를 빼앗기지 않기에 위해 땅에 묻고, 지원병을 요청했다. 텍시언들은 그렇게 지원병력이 도착할 때까지 몇 일을 대치하였다. 존 헨리 무어 대령이 민병대장으로 선출되어 대포를 포진하고 바퀴를 장착했다. 코우샤타 아메리카 인디언이 카스타네다 캠프에 들어가 텍시언 쪽에 140명이나 있다는 것을 알게 되었다.
텍사스군은 문제의 대포를 상징화 하여 “Come and take it”(와서 가져가)라는 문구를 기름으로 그린 깃발을 만들었다. 대포 탄환을 갖고 있지 않았기 때문에, 분쇄 금속을 채워 기병대에게 발포했다. 용기병은 돌격하면서, 머스켓과 소총을 발포했지만 카스타네다 교전하지 않고 용기병을 샌안토니오까지 철수하기로 결정했다. 이렇게 텍사스 혁명 전쟁은 시작되었다. 그리고 곤잘레스 전투와 마찬가지로 급격한 봉기에 대해 멕시코 수비대는 준비할 시간이 없었기 때문에 초기 전쟁은 텍사스군이 우세했다.
1835년 10월 1일 오후 7시, 텍사스 군은 카스타네다의 기병대(이하 용기병)를 향해 천천히 출발했다. 10월 2일 새벽 3시, 캠프를 기습하여 격전을 주고 받았다. 이 곤잘레스 전투는 멕시코군의 철수로 끝났다. 그 전투로 두 명의 멕시코군 병사가 사망하고, 1명 텍시언이 말에서 떨어져 코피가 터진 것을 제외 부상자는 없었다. 다음날 아침 텍시언들은 특사를 보내 그들의 반란에 참가하도록 카스타네다를 종용했다. 텍사스 분쟁의 원인에 대한 연민을 표현하고, 반역 가담 권유에 대한 놀라움을 표했지만, 협상은 결렬됐다.
텍시언군의 승리를 듣고서, 코스는 벡사로 서둘러갔다. 그는 10월 5일 한무리의 병사들과 출발을 했지만, 적절한 교통수단을 찾을 수 없었기 때문에 대부분의 보급물자는 라 바히아에 남겼다. 코스의 출발을 몰랐기 때문에, 마타고르다에 있는 텍시언들은 10월 6일 골리아드에 있는 프레시디오 라 바이하의 멕시코 요새로 진군을 했다. 그들은 코스를 납치할 생각이었고, 가능하다면 그가 가지고 다닌다고 소문난 5만 달러도 강탈할 생각이었다. 10월 10일 텍시언들은 프레시디오를 급습했고, 멕시코 요새는 30분간 교전 후에 항복을 했다. 1명의 텍시언이 부상당하고, 1~3명에 달하는 멕시코군이 사망을 했고, 예닐곱명이 부상을 입었다. 약 20명의 군인은 탈출을 했다. 그들은 카파노와 레퓨지오에 있는 요새에 텍시언들이 쳐들어 온다고 경고를 했다. 그 요새는 본부를 철수하고 산 파트리시오 근처의 리판티틀란 요새의 병력들과 합류했다.
텍시언들은 1만 달러에 이르는 음식과 담요, 의류 그리고 다른 식량을 징발했다. 다음 3달 동안, 식량은 텍시언군의 중대 단위로 배급되었다. 몇 일에 걸쳐, 텍시언군은 라바히아에 계속 집결했다. 오스틴이 필립 딤밋의 지휘 하에 100명의 병사를 골리아드에 남기고, 나머지는 벡사에 있는 코스의 부대에 행군하는데 합류하라고 명령했다. 약속된 몇 일 이내, 딤밋은 리판티틀란 요새를 기습하자고 주장하기 시작했다. 딤밋은 리판티틀라 요새의 텍시언 통제가 변방을 안전하게 할 것이며, 탄탄한 방어기지를 제공할 것이며, 중앙집권주의들을 불안하게 하여 멕시컨 연방주의자들의 사기를 높일 것이라고 믿었다. 리판티틀란 요새의 멕시코 군인들은 산 파트리시오에 있는 주민들을 협박하여, 멕시코 대통령 산타 아나에게 도전하는 연방주의자들을 공개적으로 지지하는 그들을 두려움에 떨게 했다.
10월 31일 딤밋은 지휘관 어드저턴트 이라 웨스트워버와 여러 군인들을 보내 그 요새를 접수하게 했다. 그들은 11월 3일 늦게 리판티틀란 요새에 도착하여 비어있는 요새를 교전없이 접수했다. 다음 날 텍시언들은 그 요새를 없애버렸다. 그들이 골리아드로 돌아가려고 준비할 때, 정찰을 나갔던 멕시코 요새의 체류들이 접근했다. 리판티틀란 전투는 30분가량 지속되었고, 멕시코 군의 퇴각으로 끝났다. 그들의 출발은 텍사스 벡사에 있는 코스의 멕시코군만 남겼다. 텍사스 군은 걸프 해안을 통제했고, 멕시코 내륙과의 모든 소통은 육로로만 이루어지게 되었다. 길어진 보급선으로 코스는 증병이나 보급품을 요청하거나 받을 수도 없었다.

### 벡사 포위

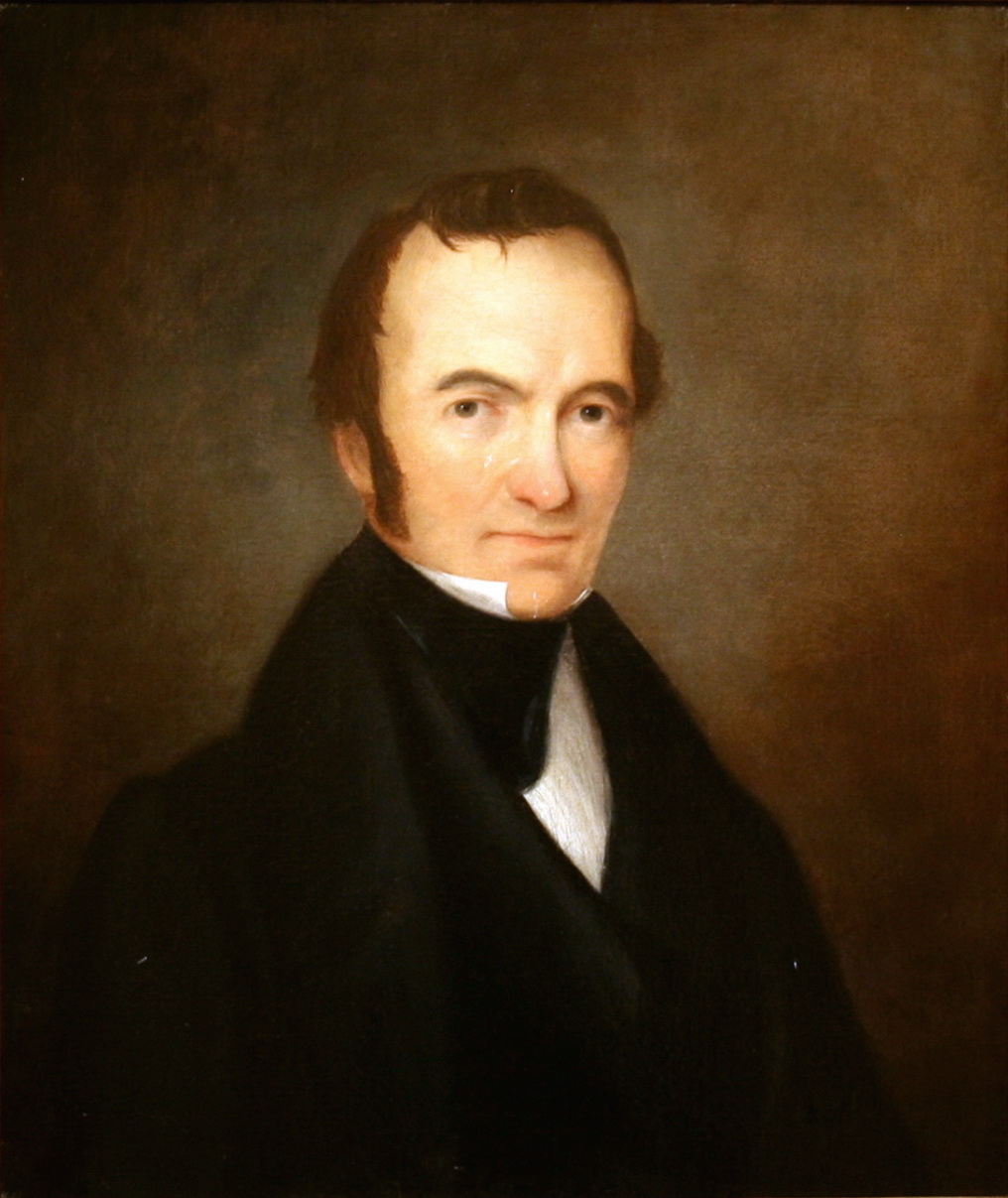
스티븐 오스틴

딤밋이 멕시코만 해안을 따라서 감독을 하고 있는 동안, 스티븐 F. 오스틴은 곤잘레스에서 모병한 군인들을 응집력있는 군대로 조련하는 했다. 10월 13일 오스틴은 새로 구성한 텍사스 군을 이끌고 코스와 그 부대의 시선을 끌기 위해 벡사로 향했다. 1주일 후 군인들은 살라도 크리크에 도착하여, 벡사의 포위를 시작했다. 텍사스군은 점점 벡사에서 더 가까운 그들의 캠프로 이동했고, 10월 27일 에스파다에 있는 산 프란치스코 전도소에 캠프를 꾸렸다. 그날 오후 오스틴은 제임스 보위와 제임스 패닌을 분대와 함께 더 가까운 캠프지를 정찰하려 보냈다. 그 군인들은 콘셉시온 전도소가 좋은 방어지라는 것을 발견했다. 명령 받은대로 오스틴에게 바로 돌아가지 않고, 대신 보위와 패닌은 오스틴에게 콘셉시온 방향으로 오라고 병사를 보냈다. 다음 날 화난 오스틴은 명령에 따르지 않은 장교들은 군법회의에 회부하겠다고 겁박하는 말을 꺼냈다.
코스는 텍사스 군이 잠깐 불화를 겪는 것을 알고는 우가르테체아와 부대를 보내 보위와 패닌의 병사들을 공략하게 했다. 사학자 에드먼드슨이 “텍사스 혁명의 최초 주요 교전”이라고 설명한 잇따른 콘셉시온 전투는 코스가 주문한 텍사스군에 대한 마지막 공세였다. 비록 텍사스 공대의 사학자 앨윈 바가 그 전투는 멕시코군의 용기와 좋은 방어지역의 가치에 대한 교훈을 가르쳤어야 했다고 말했지만, 사학자 스테픈 하딘은 컵센시온의 상대적으로 쉬운 승리는 텍사스군에게 장총에 대한 믿음과 적들에 대한 분노를 스며들게 했다고 말했다.
텍사스 자원병들은 정규군에 대한 경험과 전문지식이 거의 없었고, 11월 초 경에 많은 이들이 그들의 집을 잃었다. 날씨가 갑자기 추워지고, 배급이 줄어들자 많은 군인들이 병이들어, 여러 무리의 군인들이 탈영하기 시작했다. 11월 18일 뉴올리언스 그레이즈라고 알려진 미국에서 온 한 무리의 자원병들이 텍사스군에 합류했다. 대다수의 텍사스군 자원병들과는 달리 그레이즈는 군인처럼 보였고, 제복도 갖췄으며, 잘 정비된 장총과 적절한 탄약 그리고 훈련을 받은 이들이었다. 최근에 도착한 여러 텍사스군 중대와 마찬가지로 그레이즈도 멕시코 군과 직접적인 교전을 하고 싶어했다. 그러나 텍사스 자원병들은 포위로 사기가 떨어져 있었다. 몇 일이 지나자 오스틴은 사령관직을 사임하고, 미국의 행정관이 되었다. 텍사스군은 새 사령관으로 에드워드 벌레슨을 선출했다.
11월 26일에 멕시코군이 50-100명의 군인을 동반하고 노새와 말 행렬을 꾸린다는 소식을 입수한 벌레슨은 벡사에서 8 km 이내에 있었다. 벌레슨은 최근 하극상을 저지른 보위와 윌링엄 H. 잭을 기병대와 보병대를 함께 보내 그 보급품을 가로채라고 보냈다. 이후의 충돌로 멕시코 군은 화물을 남겨두고 샌안토니오로 퇴각할 수 밖에 없었다. 실망스럽게도 짐마차에는 말에게 먹이는 풀만 들어 있었고, 이런 이유로 그 전투는 이후 “풀싸움”으로 알려지게 되었다.
잠깐의 승리로 사기가 고양되기는 했지만, 다시 추위가 몰려오자 군인들의 분위기는 착가라앉았다. 벌레슨은 포위를 풀고 봄이 오기 전까지 골리아드 퇴각을 제안했다. 전쟁위원회가 뚜렷한 입장을 취하지 못하자, 벤 밀램 대령은 "누가 샌안토니오까지 늙은 나랑 같이 가겠소?"라며 소리를 쳤다. 뉴올리언즈 그레이즈를 포함한 수백명의 군인들이 12월 5일 시작된 기습 참가를 신청했다. 밀램과 프랭크 W. 존슨 대령은 2분대를 이끌고 시내로 진입했다. 그 후 몇일동안 집집마다 시가전을 벌이며 멕시코 군이 보강된 광장으로 전진했다. 밀램은 12월 7일 저격수의 총에 맞에 전사했다.
12월 9일 코스는 군인들을 이끌고 벡사 시외에 있는 알라모 전도소로 후퇴했다. 코스는 역공을 준비하고 있었다. 기병대 장교들은 텍사스군에 포위될 것이라고 생각하며, 명령을 거부했다. 4개의 기병 중대 중 175명이 전도소를 떠나 남쪽으로 향했다. 산체스 나바로는 명령을 거부한 것이 아니라, 그들의 명령을 오해하여 리오그란데 강으로 철수하는 중이었다고 말했다. 다음 날 아침에 코스는 산체스 나바로를 알라모로 호출하여 “가서 그 용감한 군인들을 구하고 ... 적에게 접근해서 시간을 최대한 벌어라!”고 명령을 내렸다. 12월 11일 텍사스군은 공식적으로 코스의 항복을 받아들였다.
항복을 한다는 조건 하에 코스와 군인들은 텍사스를 떠나 1824년 헌법에 반하는 싸움을 더 이상 하지 않기로 했다. 그들의 출발로 텍사스에서 멕시코 군부대는 더 이상 존재하지 않았으며, 많은 텍시언들은 전쟁이 끝났다고 믿었다. 존슨은 이 전쟁을 “이 시기는 우리를 전쟁으로 밀어넣었다”고 설명했다. 벌레슨은 12월 15일 군사령관직을 사임하고 집으로 돌아갔다. 많은 병사들이 이렇게 귀환을 했는데, 존슨은 잔류한 400명의 군인들을 떠맡았다. 곧 한 새로운 텍시언 부대와 자원병들이 미국에서 중장비 포대를 가지고 도착했다. 바에 따르면, 많은 미국 자원병들이 와서 텍시안들의 반대가 외부의 영향이라는 멕시코인들의 견해를 뒷받침했다고 말했다.
멕시코 항복 몇 주 후에, 존슨과 제임스 그랜트 박사는 300명의 텍시언들을 멕시코 침략에 대비하여 입대시키고, 제임스 C. 닐 대령을 알라모에 100명의 군인들과 주군을 시켰다. 비록 마타모로스 탐사가 알려지기에 멕시코에 전쟁을 유발한 많은 중의 하나라고 하지만 밝혀진 것은 없다. 1835년 11월 6일, 호세 안토니오 멕시아의 지휘로 탐피코 탐사를 위해 뉴올리언즈로 떠났고, 중앙집권주의자들의 도시를 함락할려는 의도를 가지고 있었다. 그 탐사는 실패했고, 이러한 독립적인 임무는 텍시언들의 보급물자와 병사들을 유출시켰다.

### 임시정부
곤잘레스에서, 여러 식민지에서 대표단이 도착한 후, 몇 달 전에 계획한 협의가 열렸다. 격렬한 토론을 한 후에, 멕시코로부터 분리할 것이 아니라, 중앙집권에만 반대하는 임시 정부를 결국 설립했다. 헨리 스미스가 주지사로 선출되었고, 샘 휴스턴은 텍사스 정규군의 총사령관으로 임명되었다. 이때까지 정규군은 아직 없었다. 오스틴의 군대는 모두 지원병이었기 때문에, 휴스턴이 정규군을 담당하게 되었다. 그들은 돈보다 땅을 많이 가지고 있었기 때문에, 급여로 토지가 지급될 예정이었다. 추가 토지는 지원병이 아닌 정규병에게 주어지게 되었다. 임시 정부는 사략선을 띄우고, 우편 제도를 확립했다. 10만 달러를 차입하기 위해 상인을 미국에 파견하여 수백권의 군대 교본을 요구했다. 오스틴은 벡사의 군 지휘관을 사임하고 감독관으로 미국에 갈 수 있도록 선택권을 주었고, 오스틴은 당분간 그곳에 머물렀다. 1835년 11월 24일, 오스틴은 장군의 지위를 사임했다. 선거가 진행되어, 에드워드 벌레슨이 오스틴의 후임자가 되었다.

## 산타안나의 반격

### 텍사스 작전
10월 27일 일찍, 산타 안나는 텍사스의 소요를 진압할 계획을 짜고 있었다. 그는 “텍사스 작전”이라고 그가 언급한 것을 이끌기 위해 대통령직에서 물러났으며, 이런 조치는 코스를 안심시켰고, 텍사스 반란을 끝내게 했다. 산타 안나와 그의 부하들은 텍시언들이 빨리 겁을 먹을 거라고 믿었다. 멕시코 국방부 장관이었던, 호세 마리아 토르넷은 당시 텍사스군에 대해 다음과 같이 언급했다.
| “ | 켄터키 산무지랭이들과 미주리 사냥꾼들에 대한 멕시코 군의 우월감은 잘 알려져 있다. 전쟁에 20년간 단련된 베테랑들이 전술도 모르고, 원칙도 없고, 반항 잘하는 군대에 겁먹을 리 없다. | ” |
|   | — 호세 마리아 토르넷 |   |

작전군으로 구성된 부대는 일반적으로 전력투구를 했지만, 많은 군인들이 초짜 신병이었다. 부대의 대다수는 징집병이거나 감옥에 들어가는 대신 군복무를 택한 범죄자들이었다. 멕시코 장교는 그들이 휴대한 브라운 베스 장총이 텍사스군 무기에 비해 사거리가 떨어진다는 것을 알고 있었지만, 산타 안나는 그럼에도 불구하고 그의 뛰어난 계획으로 승리를 쉽게 거둘 것으로 믿었다. 준비의 일부로 산타 안나는 텍사스로 몰려드는 미국 민병대에게 경고를 획책했다. 그의 부탁으로 멕시코 의회는 다음과 같은 결의안을 통과 시켰다.
| “ | 공화국의 해안에 상륙하는 외국인 또는 그 영토를 침략하거나 무장을 한, 그리고 나라를 공격할 의도를 가진 외국인은 해적으로 간주하고, 그에 따라 전시상황에 따라 무국적으로, 깃발이 없이 싸우는 것으로 처리할 것이다. 반란군에 의해 점령된 곳에서 해상이나 내륙을 통해 입국하고자 하는 모든 외국인들, 무기 또는 탄약 또는 그런 종류의 흉기를 든 외국인은 해적으로 간주하여 처벌할 것이다. | ” |

이 시기 체포된 해적은 즉결처형이 집형되었다. 이 결의안은 그러므로 멕시코군에게 텍시안을 포로로 잡지 않고 즉결 사형시킬 권한을 부여한 것이다. 산타 안나는 또한 미국 대통령인 앤드류 잭슨에게 “멕시코 정부와 싸우는 어떤 미국인이 발견되건 해적으로 간주될 것”이라는 강한 경고와 항의의 편지를 보냈다. 그 편지는 널리 배포되지 않았고, 텍사스군에 입대한 대부분의 미국인 신병들은 전쟁포로가 없을 것이라는 것을 알지 못했다.
1835년 12월경, 6,019명의 군인들이 텍사스로 행군하기 위해 산 루이스 포토시에 집결했다. 산타 안나의 장교들 중 여러 명은 작전부대가 바다로 추가 보급을 받기 위해 해안을 따라 진군해야 한다고 주장했다. 대신 안타 안나는 텍사스의 정치 중심지이자 코스가 패배한 곳인 벡사로의 내륙 진격을 명했다. 감카 안나는 그의 사위의 당황스런 항복 이후 가문의 명예를 회복하고 싶었다. 장거리 행군은 신병을 징집할 수 있는 기회를 제공하였다. 12월말, 그 군대는 북쪽으로 행군하기 시작했다.
전진은 느리게 진행되었다. 보급품을 수송할 충분한 노새도, (모두 민병대인) 마부도 없었고, 급여 지급이 지연되자 모두 그만두었다. 많은 수의 솔다데라스(군대를 따라 다녔던 여군이나 아이들)는 이미 부족한 보급품으로 인해 감소했다. 군인들은 부분적 배식을 할 정도로 줄어들었다. 살틸로에 도착한 후, 군대는 산타 안나가 병에서 회복한 2주동안 정지되었다. 장교들은 그 휴식기를 이용하여 병사들을 실어 왔다. 많은 신병들이 총의 가늠새조차 볼 줄 몰랐고, 많은 이들이 엄청난 반동 때문에 견착 사격하는 것을 거부했다. 텍사스로 가는 행군은 1월 26일 재개되었고, 군대는 2월 12일 리오그란데강을 건넜다.
텍사스는 기온은 뚝 떨어져 있었고, 2월 13일 경에는 38–41cm에 달하는 눈이 내렸다. 많은 신병들이 열도 지방인 유카탄의 열대 기후 출신이었고, 그들 중 일부는 저체온증으로 사망했다. 다른 이들은 설사병에 시달렸다. 뒤로 쳐진 군인들은 종종 코만치 족들의 습격으로 살해를 당했다. 그럼에도 불구하고 군대는 계속 벡사를 향해 행군을 했다. 그들이 계속 전진을 할 때, 남부 텍사스의 행군로에 주민들은 북쪽으로 대피를 했다. 멕시코군은 약탈을 했고, 종종 빈집을 불태우기도 했다.

### 골리아드 작전

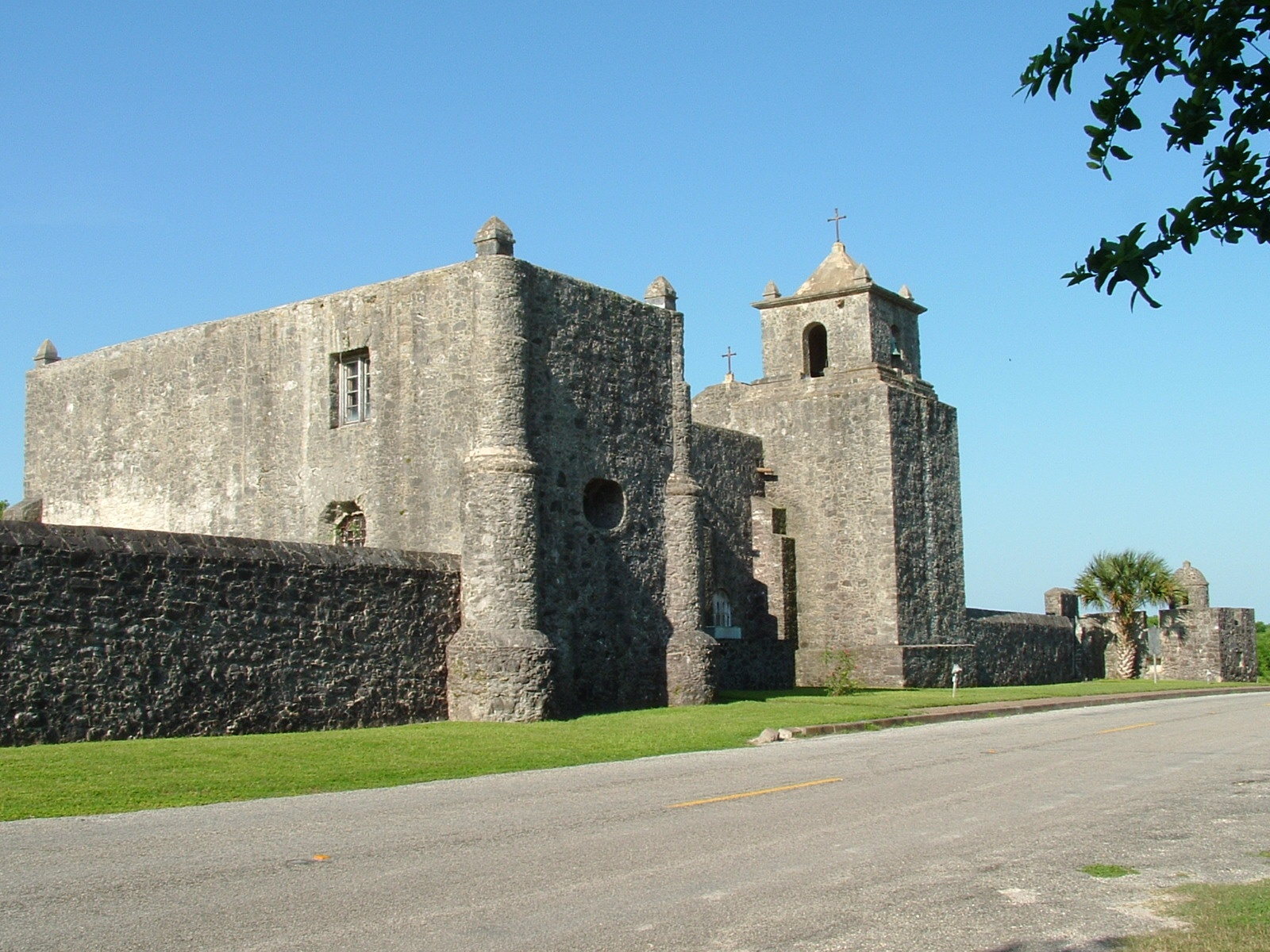
골리아드에 있는 프레시디오 라 바히아

호세 데 우레아 장군은 텍사스 해안을 따라 북쪽으로 길을 잡으며, 마타모로스에서 텍사스로 행군했다. 바다를 통한 외부 원조를 방지하고, 멕시코 해군에게서 필요한 식량을 더 많이 제공받기 위해서였다. 프랭크 존슨 대령과 그의 부대의 놀라운 산 파트리시오 전투 후에, 1836년 3월 2일 우레아의 군대는 소규모 텍사스군을 아구아 둘체 전투에서 물리쳤다. 그 후 우레아는 그의 부대를 이끌고 골라이드로 향했으며, 거기에는 제임스 패닌 대령이 450명의 텍사스 부대를 알라모 밖에서 지휘를 하고 있었다. 패닌은 그의 군대를 나눠, 148명의 텍사스군을 에이먼 B. 킹과 윌리엄 워드를 레퓨지오로 보냈다. 텍사스군은 다시 레퓨지오 전투에서 패배를 했다. 패닌은 킹과 워드를 찾기 위해 전령을 보냈지만, 전령도 붙잡히고 말았으며 이것은 결국 우레아에게 패닌의 상세한 계획을 미리 알 수 있게 해주었다.
패닌은 퇴각은 망설였고, 약 300명에 이르는 그의 부하들과 콜레토 크릭 근처의 개활지인 대평원에서 발을 묶였다. 그들은 멕시코군에게 세 번의 중화기 공격으로 교전했다. 밤 새 우레아군은 텍사스군을 포위하고, 대포와 증병을 해서 다음날 3월 20일 패닌의 조건부 항복을 받아냈다. 약 342명의 텍사스군이 이 골리아드 작전으로 잡혔다. 일주일 후인 1836년 3월 27일 산타 안나의 직접 명령을 받고, 그들은 모두 처형을 당했다. 이 사건은 골리아드 학살이라고 알려지게 되었다.
하버트 데븐포트는 다음과 같이 이 사건을 논평했다.
| “ | 골리아드 학살의 충격은 매우 중대했다. 이 사건 이전까지 산타 안나의 평판은 잔인하기보다는 교활하고, 능숙한 사람이었다. 알라모의 함락과 함께 산타 안나와 멕시코군 모두 잔인하다는 평판을 얻었고, 텍시언들과 미국, 심지어는 영국과 프랑스까지 분노에 불을 지폈다. 그리하여 텍사스 혁명의 진전에 상당한 성공을 거두게 했다. | ” |
|   | — 하버트 데븐포트 |   |

### 알라모 전투
2월 23일, 벡사에 산타 안나가 도착했다. 이것은 그에게 있어서 두 번째 점령이었다. 처음은 1813년 메디나 강 전투 후였으며, 당시 산타 안나는 스페인 군 하급 장교였다. 이때 그는 샌안토니오에서 반대 왕당파와 포로를 학살했고, 1835년 사카테카스주에서도 마찬가지로 학살했고 마지막으로, 산타 안나는 알라모 전도소 내부에 진을 치고 지키고 있는 텍사스 사람들에게 대해서도 가차없이 공격했다.
알라모 요새 수비대는 지원병을 기다렸지만, 지원병은 없었다. 알라모 요새는 윌리엄 트래비스와 짐 보위의 지휘 아래 약 183명에서 189명이 방어를 했다. 이 알라모 전투는 13일간의 포위 끝에 3월 6일 끝났고 텍사스 전투원은 모두 전사했다. 샌안토니오의 치안 판사는 182명의 수비대의 시체 소각을 보고 했다. 멕시코 군에 관계가 있던 사람 텍사스주 사람의 매장이 허용되었다. 산타 안나 군의 사상자는 약 600 ~ 1000까지 인용되지만, 숫자는 큰 차이가 난다. 알라모 요새 수비대는 이 즉시 영웅적인 지지를 받았다. 이 전쟁의 가장 중요한 결과로, 1836년 5월 2일 회의에서 서명한 멕시코에서 《텍사스 독립 선언》으로 이어진다.
알라모 전투 후, 즉시 산타 안나는 군대를 나눠서, 텍사스에 유격대를 파견했다. 그 목적은 샘 휴스턴 장군이 이끄는 텍사스 군과 결정적인 전투를 하는 것이었다.

## 양군의 교전

1835-1846년의 멕시코 지도, 빨간 지역이 분리주의 운동을 벌이고 있는 지역

### 텍사스군 철수
전투 보고를 받은 휴스턴은 열세의 군대가 산타 안나와 싸워 이길 준비가 되어 있지 않다는 것을 빨리 깨달았다. 경험이 풍부하고, 공포스런 멕시코 기병대를 텍사스 군이 쉽게 물리칠 수 있는 것이 아니었다. 그의 유일한 선택은 좋은 입지를 찾아서 유리한 위치에서 싸울 수 있을 때까지 기다리는 것이라고 생각하고서, 휴스턴은 미국과의 경계까지 철수를 명령했고 많은 정착민들도 같이 이동했다. 휴스턴이 고려한 한가지 시나리오는 텍사스군을 미국령인 루이지애나까지 철수시켜, 그곳에서 침략군은 멕시코군을 뉴올리언즈 요새의 미국군과 함께 기습을 하는 것이었다. 샘 휴스턴은 당시 미국의 대통령이었던 앤드류 잭슨과는 오랜 친구였고, 이 기간 동안 교류를 나누었을 것이라고 추측된다. 게다가 이 기간 동안 뉴올리언즈에 있었던 스티븐 오스틴은 휴스턴의 그런 생각에 무게를 실어주었다. 루이지애나로 퇴각하는 궁지에 몰린 도주라고 불리는 이 작전 도중 멕시코 군에 식량을 주지 않기 위해 청야작전을 펼쳤다. 얼마 후 비가 와서 통행을 할 수 없게 되자, 추운 계절에 양군의 사상자 수가 늘어났다.
휴스턴 군을 뒤쫓아갔던 산타 아나 군은 잔인했다. 혁명군이 지키지 못한 곤잘레스 마을은 폭도에 의해 방화되었다. 오스틴의 산 펠리페의 거주지도 같은 운명을 걸었다. 휴스턴 군 내부는 점점 절망이 번져갔고, 분개는 그를 향했다. 산타 안나의 진군을 멈춘 것은 물줄기로 불어난 강 때문이었다. 이것은 휴스턴 군에게 휴식과 훈련의 기회를 주었다.

### 산타 안나의 패배

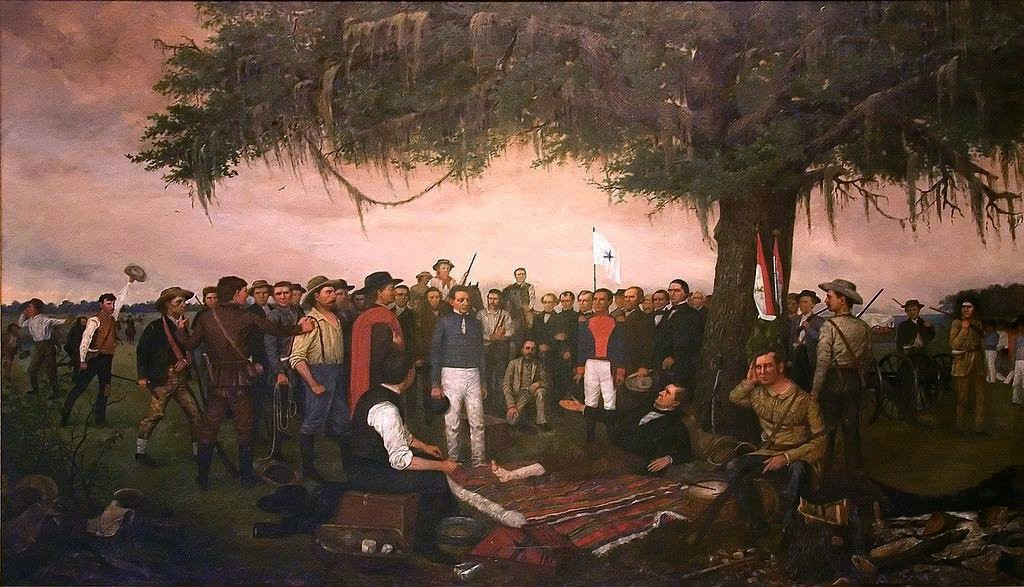
"산타 안나의 항복", 윌리엄 허들, 산타안나가 부상당한 휴스턴에게 항복을 하는 장면

산타 안나가 유격대를 나눠서, 텍사스 임시정부가 이미 떠난 갤버스턴을 향해 빠르게 이동했고 사태는 빠르게 진전되었다. 산타 안나는 반역자 지도자들을 빨리 체포하여 막대한 비용을 들게 한 긴 전쟁을 빨리 끝내고 싶었다. 멕시코의 독재자로서 가능한 빨리 멕시코시티로 돌아가야 할 필요성을 느끼고 있었다. 휴스턴은 산타 안나의 움직임을 알게 되었다. 약 700명의 산타 안나의 대열이 해리스버그에서 동쪽으로 진군 해왔다. 휴스턴의 동의 없이, 그리고 도망과 피로, 900명의 텍사스 군이 적과 조우했다.
4월 20일 양군은 샌재신토 강에서 대치했다. 텍사스 군은 나무와 잔디로 몸은 은폐했다. 눈 앞의 반란군에 사기가 오른 산타 안나는 코스 장군이 이끄는 지원 부대를 기다렸다. 반란군이 확인한 바로는 코스 장군이 540명 이상의 부대를 데리고 생각보다 빨리 오고 있었고, 산타 안나의 군대는 1200명을 넘었다. 망설이는 휴스턴에 분노한 반란군은 공격할 것을 호소했다. 4월 21일 이른 아침, 빈스즈 다리를 건너 텍사스군은 전진하여 일시적으로 멕시코 군을 사로잡았다. 공격 몇 시간 전, 산타 안나는 경계를 풀고 있었고, 또한 그의 군대는 진군의 피로누적으로 한계까지 달해있었다. 그의 군대는 기지까지 도로 밀치는 텍사스 군대에 쓰러졌다. 산타 안나는 샘 휴스턴의 압도적으로 적은 군대에 의해 패배하였고, 자신은 체포되었다. 텍사스군 사망자는 9명뿐이었다. 이 결정적인 전투로 멕시코에서 텍사스의 독립을 달성할 수 있게 된다.

## 혁명 이후

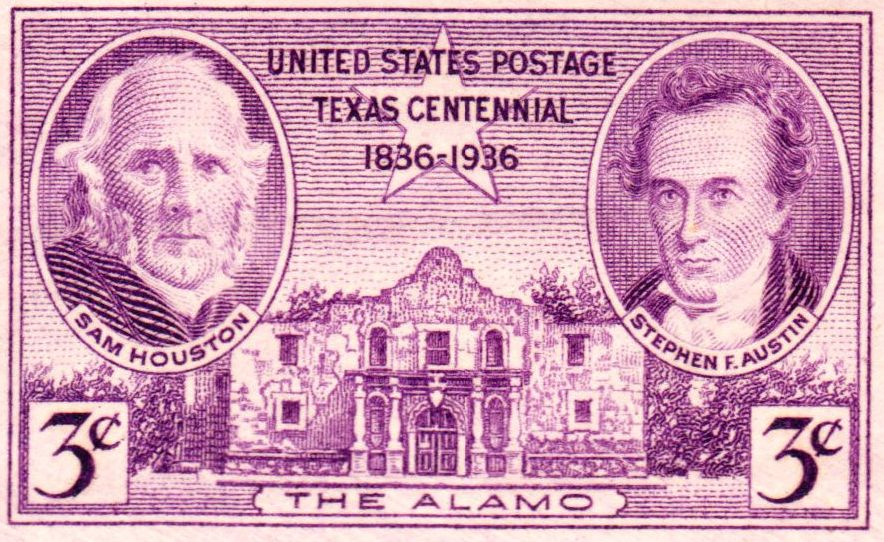
1936년 발행된 텍사스 공화국 100주년 기념: 샘 휴스턴 (좌)과 스티븐 오스틴 (우)

산타 안나는 포로가 되었기 때문에 5월 14일 벨라스코 조약에 서명을 강요당했다. 조약에는 텍사스의 독립을 승인하는 대신 산타 안나의 생명을 보장하겠다는 내용이 있었다. 당초 계획은 두 나라 사이의 관계를 원활하게 하기 위하여 그를 멕시코로 돌려보내는 것이었다. 그의 출발은 산타 안나를 죽이고 싶어하는 군으로 인해 연기되었다. 산타 안나는 자신을 평화를 구축할 수 있는 유일한 인물로 선언하였고, 새로운 공화국의 독립을 보장하기 위해 산타 안나는 텍사스 정부에 의해 워싱턴 DC에 파견되어 미국의 잭슨 대통령을 만났다.
산타 안나에게는 알려지지 않았지만, 멕시코 정부는 그를 부재 상태로 퇴임시켰다. 따라서 더 이상 그는 멕시코를 대표할 권위가 없었다. 택사스는 긴 피를 씻는 전투 끝에 공화국이 되었다. 그러나 멕시코는 결코 승인하지 않았다. 충돌은 교착 상태에 빠졌다.
산타 안나는 1838년 패스트리 전투에서 영웅으로 다시 두각을 나타냈다. 이에 따라 대통령으로 재선되었고, 곧 그는 텍사스에 원정을 아드리안 월 장군에게 명령했고 잠시 동안 샌안토니오를 점령했다. 양국 사이에 몇 년 후 작은 충돌이 일어났다. 텍사스와의 전쟁은 1846년 멕시코-미국 전쟁이 끝나고 나서야 완전히 종결되었다.
산 재신토에서 샘 휴스턴의 승리는 그를 텍사스 공화국의 대통령직까지 취임하게 했다. 텍사스 병합이 이루어진 이후 그는 미국 상원 의원과 텍사스 주지사가 되었다. 1836년 텍사스의 대통령을 물러난 스티븐 오스틴은 차기 국무부 장관으로 임명되었는데, 바로 사망했다. 샘 휴스턴은 오스틴에게 "텍사스의 아버지"라고 찬사를 보냈다.

## 같이 보기
- 텍사스 합병
- 텍사스 독립 선언
- 텍사스 독립기념일